# Kraftwerk Burullus
Das Kraftwerk Burullus (bzw. El Burullus) ist ein GuD-Kraftwerk im Gouvernement Kafr asch-Schaich, Ägypten, das auf einer Landenge zwischen Mittelmeer und Burullus-See gelegen ist.

## Daten
Mit einer installierten Leistung von 4,8 GW ist Burullus eines der drei leistungsstärksten Kraftwerke in Ägypten und in ganz Afrika (Stand Februar 2019); die beiden anderen sind Beni Suef und New Capital. Mit der Errichtung des Kraftwerks wurde im Oktober 2015 begonnen. Es wurde im Juli 2018 fertiggestellt.
Das Kraftwerk ist im Besitz der Egyptian Electricity Holding Company.

## Kraftwerksblöcke
Das Kraftwerk besteht aus vier Anlagen mit jeweils zwei Gasturbinen sowie einer nachgeschalteten Dampfturbine. An beide Gasturbinen ist jeweils ein Abhitzedampferzeuger angeschlossen; die Abhitzedampferzeuger versorgen dann die Dampfturbine. Die Gasturbinen des Typs SGT5-8000H und die Dampfturbinen des Typs SST-5000 wurden von Siemens geliefert.